# Cornol

Vista aérea (1950)

Cornol é um município suíço do distrito de Porrentruy, no cantão de Jura. Ele é mencionado pela primeira vez em 1136 como Coronotum.

## Geografia
Cornol tem uma área de 10.45 quilômetros quadrados. Desta área, 6,03 km2 (2,33 sq mi) ou 57,8% é usado para fins agrícolas, enquanto 3,51 km2 (1,36 sq mi) ou 33,6% é florestado. Do resto do terreno, 0,78 km2 (0,30 sq mi) ou 7,5% é assentada (edifícios ou estradas), 0,07 km2 (17 acre(s)s) ou 0,7% são rios ou lagos e 0,08 km2 (20 acre(s)s) ou 0,8% é terra improdutiva. O Étang de la Montoie, um lago de 1,4 hectares, está localizado em Cornol.
Da área construída, habitação e edificações representaram 2,9% e infraestrutura de transportes representou 3,4%. Dos terrenos florestados, 32,2% da área total do terreno é densamente florestada e 1,4% coberto com pomares ou pequenos grupos de árvores. Dos terrenos agrícolas, 35,0% são usados para cultivo e 16,5% são pastagens, enquanto 2,3% são usados para pomares ou videiras e 4,0% são usados para pastagens alpinas. Da água do município, 0,3% está em lagos e 0,4% em rios e córregos.
O município está localizado no distrito de Porrentruy, na estrada para Les Rangiers.